# UTC+02:00
| USZ1 | ■ 칼리닌그라드 시간     | MSK-1 (UTC+02:00) |
| MSK  | ■ 모스크바 시간         | MSK (UTC+03:00)   |
| SMAT | ■ 사마라 시간           | MSK+1 (UTC+04:00) |
| YEKT | ■ 예카테린부르크 시간   | MSK+2 (UTC+05:00) |
| OMST | ■ 옴스크 시간           | MSK+3 (UTC+06:00) |
| KRAT | ■ 크라스노야르스크 시간 | MSK+4 (UTC+07:00) |
| IRKT | ■ 이르쿠츠크 시간       | MSK+5 (UTC+08:00) |
| YAKT | ■ 야쿠츠크 시간         | MSK+6 (UTC+09:00) |
| VLAT | ■ 블라디보스토크 시간   | MSK+7 (UTC+10:00) |
| MAGT | ■ 마가단 시간           | MSK+8 (UTC+11:00) |
| PETT | ■ 캄차카 시간           | MSK+9 (UTC+12:00) |

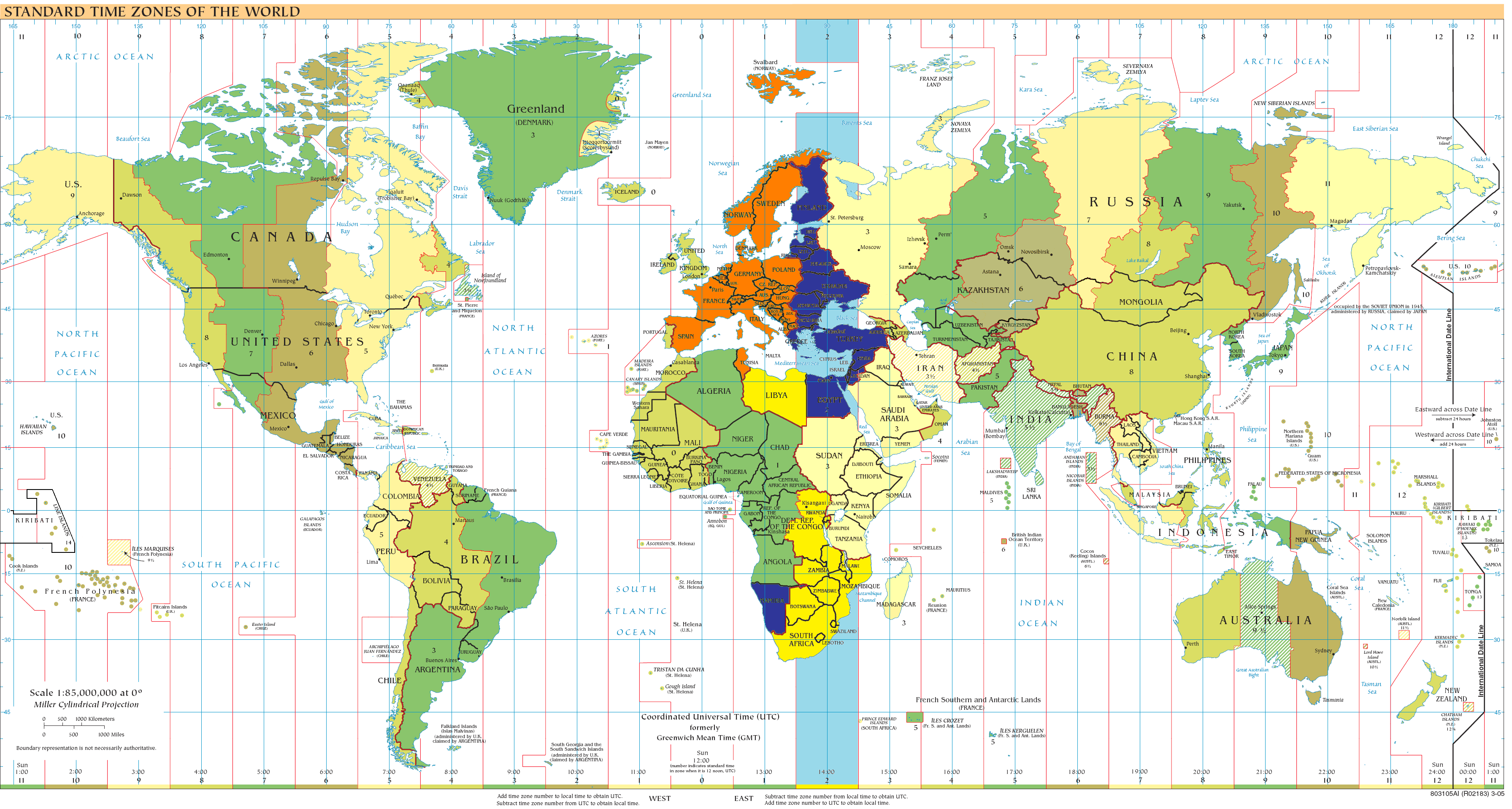
UTC+02 2010년: 노란색 (연중), 주황색 (일광 절약 적용), 진한 청색 (일광 절약 표준), 밝은 청색 (바다)

UTC+02는 협정 세계시보다 2시간 빠른 시간대이다.

## 표준 시간대 (1년 내내)

### 칼리닌그라드 표준시
- 러시아 - 칼리닌그라드 주

### 중앙아프리카 표준시
- 보츠와나
- 부룬디
- 콩고 민주 공화국 (동부)
  - 카사이주, 카사이상트랄주, 카사이오리앙탈주, 상쿠루주, 오트카탕가주, 루알라바주, 탕가니카주, 오트로마미주, 마니에마주, 북키부주, 남키부주, 이투리주, 오트우엘레주, 바우엘레주, 초포주
- 이집트
- 레소토
- 리비아
- 르완다
- 말라위
- 모잠비크
- 에스와티니
- 잠비아
- 짐바브웨
- 나미비아
- 남아프리카 공화국
- 수단

## 표준 시간대 (북반구 겨울만)

### 동유럽 표준시
- 불가리아
- 키프로스
- 에스토니아
- 핀란드
  -  올란드 제도
- 그리스
- 라트비아
- 리투아니아
- 몰도바
- 루마니아
- 우크라이나

### 중동
- 이스라엘
- 레바논
- 팔레스타인

## 일광 절약 시간대 (북반구 여름만)
중앙유럽 여름 시간(CEST)
- 알바니아
- 안도라
- 오스트리아
- 벨기에
- 보스니아 헤르체고비나
- 크로아티아
- 체코
- 덴마크 (본토)
- 프랑스
- 독일
- 지브롤터
- 헝가리
- 이탈리아
- 리히텐슈타인
- 룩셈부르크
- 북마케도니아
- 몰타
- 모나코
- 몬테네그로
- 네덜란드
- 노르웨이
  - 스발바르 얀마옌 제도
- 폴란드
- 산마리노
- 세르비아
- 슬로바키아
- 슬로베니아
- 스페인 (카나리아 제도 제외)
- 스웨덴
- 스위스
- 바티칸 시국

## 비교
| UTC+02 | 0       | 1       | 2 | 3  | 4  | 5  | 6  | 7  | 8  | 9  | 10 | 11 | 12 | 13 | 14 | 15 | 16 | 17       | 18       | 19       | 20       | 21       | 22       | 23       |
| ------ | ------- | ------- | - | -- | -- | -- | -- | -- | -- | -- | -- | -- | -- | -- | -- | -- | -- | -------- | -------- | -------- | -------- | -------- | -------- | -------- |
| UTC    | 전날 22 | 전날 23 | 0 | 1  | 2  | 3  | 4  | 5  | 6  | 7  | 8  | 9  | 10 | 11 | 12 | 13 | 14 | 15       | 16       | 17       | 18       | 19       | 20       | 21       |
| KST    | 7       | 8       | 9 | 10 | 11 | 12 | 13 | 14 | 15 | 16 | 17 | 18 | 19 | 20 | 21 | 22 | 23 | 다음날 0 | 다음날 1 | 다음날 2 | 다음날 3 | 다음날 4 | 다음날 5 | 다음날 6 |